# (34134) Zlokapa
2000 QW5 (asteroide 34134) é um asteroide da cintura principal. Possui uma excentricidade de 0.08560120 e uma inclinação de 0.65790º.
Este asteroide foi descoberto no dia 24 de agosto de 2000 por LINEAR em Socorro.